# 達米亞諾·萊斯汀吉
達米亞諾·萊斯汀吉（義大利語：Damiano Lestingi；1989年4月22日—）是一位意大利游泳運動員。他擅長的游泳姿勢是仰泳。他代表意大利參加了2008年奧運會的比賽，獲得男子100米仰泳第18名和男子200米仰泳第11名。